# Asplenium halleri x trichomanes
Asplenium halleri x trichomanes là một loài dương xỉ trong họ Aspleniaceae. Loài này được Rouy mô tả khoa học đầu tiên năm 1889.
Tên khoa học của loài này vẫn chưa chắc chắn. 